# Manuel Lima
Manuel Lima (Ponta Delgada, 3 de Maio de 1978) é um designer, autor e investigador português.
Manuel Lima é Fellow da Royal Society of Arts (FRSA), Londres, e foi nomeado pela prestigiada revista americana Creativity, uma das 50 mentes mais criativas e influentes de 2009.
Actualmente a viver em Nova Iorque, Manuel Lima é Design Lead na Google e fundador de VisualComplexity.com: A visual exploration on mapping complex networks .

## Biografia
Manuel Lima licenciou-se em Design na Faculdade de Arquitectura da Universidade Técnica de Lisboa e em 2005 completou o mestrado em Design e Tecnologia na Parsons School of Design, em Nova Iorque. Para este propósito recebeu três bolsas de estudo, respectivamente da Fundação Calouste Gulbenkian, Fundação Luso-Americana, e a bolsa do Reitor da Parsons School of Design. Durante o mestrado, Manuel Lima trabalhou com o Siemens Corporate Research Center, American Museum of Moving Image, e Parsons Institute of Information Mapping em projectos de investigação para a National Geo-Spatial Intelligence Agency.

## Obras
- Blogviz, VDM Verlag, 2009
- Visual Complexity: Mapping Patterns of Information, Princeton Architectural Press, 2011
- The Book of Trees: Visualizing Branches of Knowledge, Princeton Architectural Press, 2014
- The Book of Circles: Visualizing Spheres of Knowledge, Princeton Architectural Press, 2017